# Province de Viipuri
La province de Viipuri (finnois : Viipurin lääni, suédois : Viborgs län ou Wiborgs län), appelée gouvernement de Vyborg de 1743 à 1917, est une ancienne province de la Finlande, indépendante de 1917 à 1947. Aujourd'hui elle fait partie de l'oblast de Léningrad (Russie).

## Géographie
En 1937, la province de Viipuri avait une superficie de 35 768 km2, dont 32 134 km2 de terres. Au regard de la population, c'était la plus grande province de Finlande. En 1939, elle comptait 620 838 habitants. Le comté était le cinquième plus grand de Finlande.

## Histoire

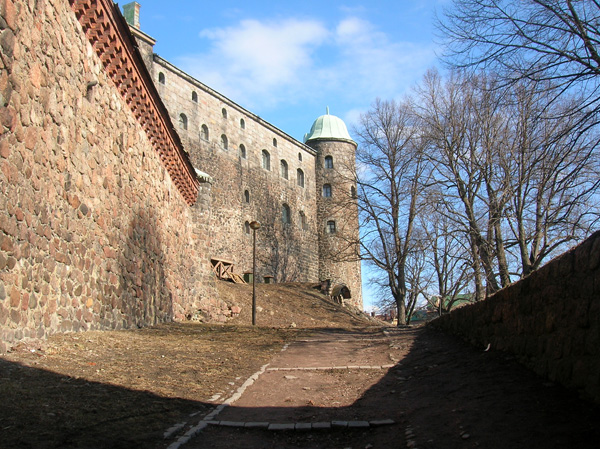
Le château de Vyborg.

La province de Vyborg trouve son origine historique avec le fief de Viipuri connu depuis le XIIe siècle. La province est établie en 1743, sous le nom de gouvernement de Vyborg (en russe : Выборгская губерния, Vyborgskaïa gouberniia) en séparant la municipalité de Vyborg et les territoires cédés par le royaume de Suède à la Russie par le traité de Nystad de 1721, du gouvernement de Saint-Pétersbourg, et en incluant les territoires gagnés par le traité d'Åbo.
La province est composée en 1721 de parties du comté de Viipuri et Savonlinna et du comté de Käkisalmi, et en 1743 du comté de Savonlinna et de Kymenkartano.
Elle était aussi connue sous le nom d'Ancienne Finlande.
De 1802 à 1812, elle est nommée gouvernement de Finlande.

### Gouvernement de Vyborg

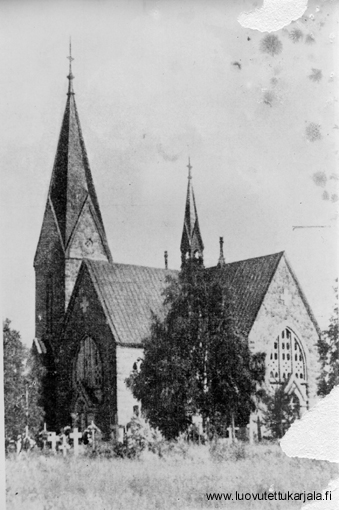
Kuolemajärvi, église luthérienne construite en 1903, détruite en 1939.

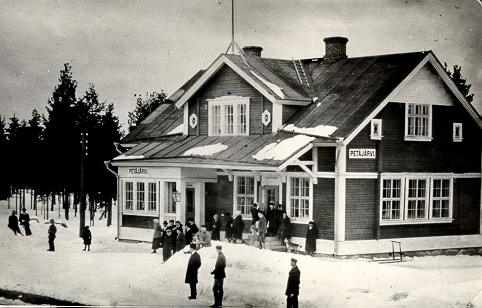
La gare de Petäjärvi, commune de Sakkola en 1930.

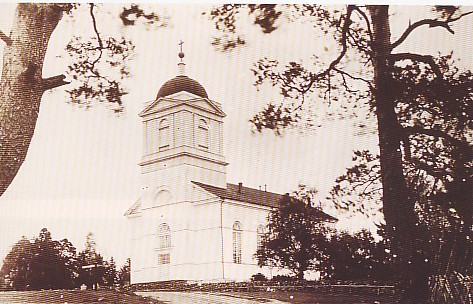
Muolaa église luthérienne. Construite en 1849, détruite durant la Seconde Guerre mondiale.

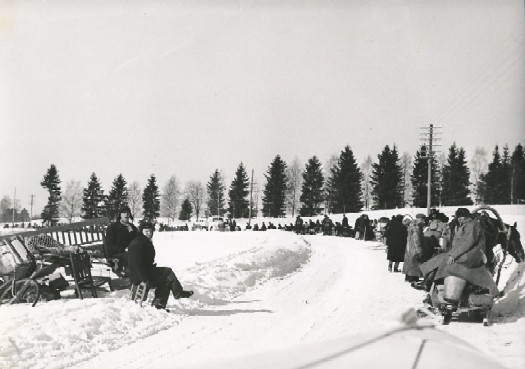
Évacués de la commune de Muolaa pendant leur exode vers l’ouest, en décembre 1939.

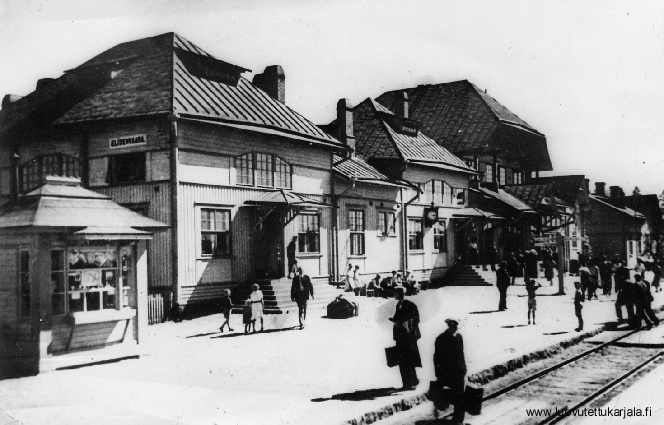
La vieille gare ferroviaire d'Elisenvaara, construite vers 1893, détruite pendant la guerre d'Hiver.

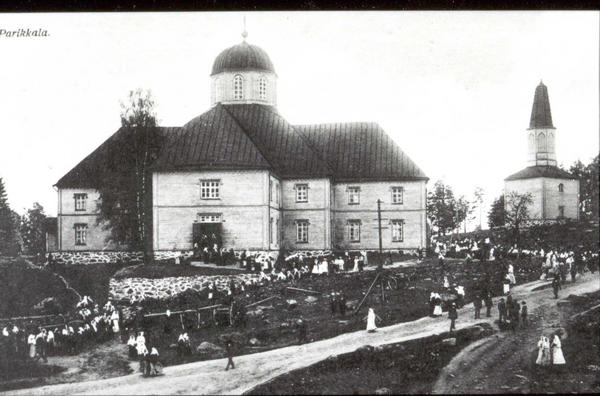
Ancienne église de Parikkala.

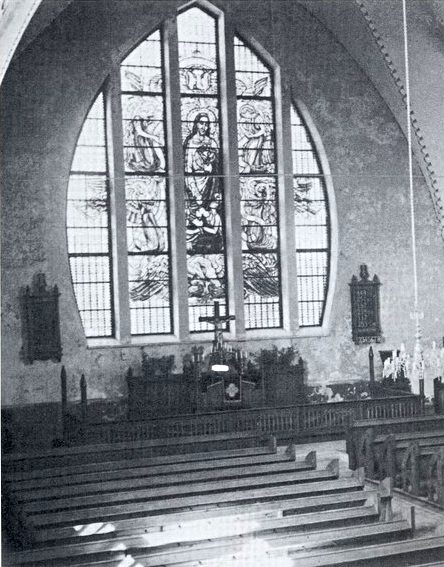
Église luthérienne de Koivisto conçue par Josef Stenbäck.

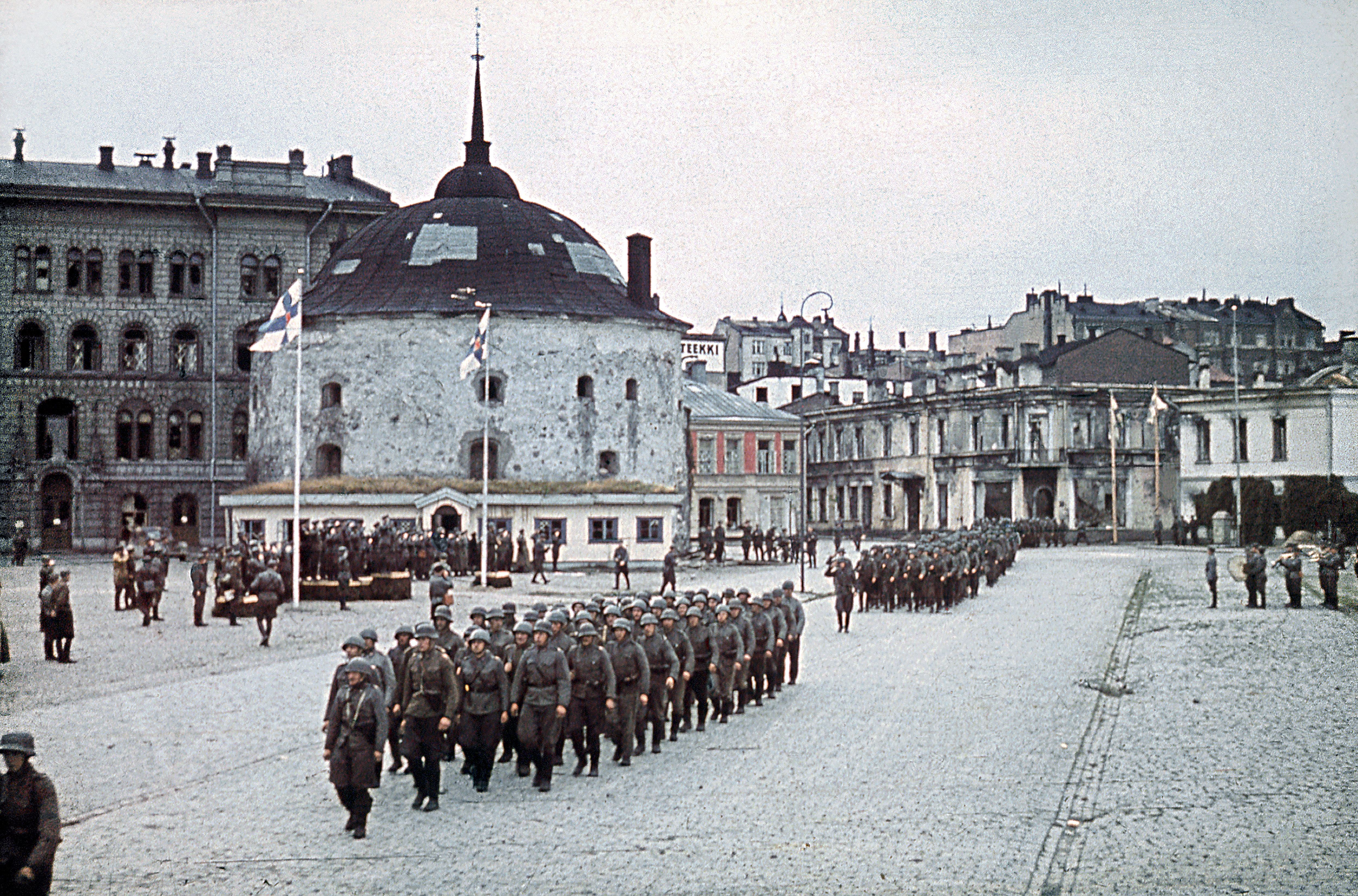
Parade militaire finlandaise à Viipuri le 31 août 1941, après la reprise de l’isthme de Carélie.

Pendant les guerres napoléoniennes, le royaume de Suède (1721–1809) s’allie avec l’Empire russe, le Royaume-Uni et d’autres, contre la France du Premier Empire. Cependant, au traité de Tilsit de 1807, la Russie fait la paix avec la France.
En 1808, avec l’aide de la France, la Russie remet en cause l'administration de la Finlande par la Suède en déclenchant la guerre de Finlande. Par le traité de Fredrikshamn (ou traité de Hamina) du 17 septembre 1809, la Suède est obligée de céder à la Russie sa province de Finlande et les îles Åland. Les territoires cédés deviennent une partie intégrante de l’Empire russe.
En 1812, le gouvernement est transféré de la Russie au grand-duché de Finlande rattaché à l'empereur de Russie par une union personnelle. Cependant, en Finlande, la langue de l’administration et la langue de l'enseignement secondaire et supérieur reste le suédois avec l'allemand et l’ancienne terminologie de l’époque suédoise continue à être utilisée, jusqu'en 1917.
Le transfert du gouvernement vers le grand-duché de Finlande, annoncé par le tsar Alexandre Ier juste avant Noël le 23 décembre 1811 (selon le calendrier grégorien), peut être considéré comme un geste symbolique pour tenter d’apaiser la population finlandaise qui venait de voir la conquête de son pays par la force.
En 1864, la commune de Siestarjoki est transférée au gouvernement de Saint-Pétersbourg en échange d’une compensation, probablement d'un accès à l’océan Arctique à Petsamo.
À la suite de la déclaration d'indépendance de la Finlande du 6 décembre 1917, le territoire devient la « province de Viipuri ». La capitale de la province demeure Vyborg, qui prend le nom finnois de Viipuri et qui à l’époque est la deuxième ville de Finlande.

### Seconde Guerre mondiale
Le 1er septembre 1939, l'Allemagne nazie envahit la Pologne et déclenche la Seconde Guerre mondiale. Le 17 septembre 1939, l'Union soviétique, suivant les protocoles de l'accord secret du Pacte germano-soviétique, envahit la Pologne par l'Est.
L'Union soviétique lance contre la Finlande la guerre d'Hiver, l'obligeant par le traité de Moscou de 1940 à céder des territoires dont la province de Viipuri. La Finlande perd sa frontière naturelle le long de la rivière Kymijoki (en suédois : Kymmene älv) à l'ouest, et la rivière Rajajoki (en suédois : Systerbäck) au sud. L'Union soviétique annexe 22 973 km2, soient 71,5 % de la province sur l'isthme de Carélie, avec les villes de Viipuri et de Sortavala, et les intègre dans la nouvelle République socialiste soviétique carélo-finnoise.
Suivant les clauses du traité de paix, la totalité de la population des territoires cédés, soit plus de 400 000 personnes, est évacuée vers le centre de la Finlande. En 1941, la guerre de continuation éclate et la Finlande reprend les territoires, avec le soutien de l'Allemagne. Mais en 1944, ses forces sont repoussées, l'armistice de Moscou du 19 septembre 1944 et le traité de Paris du 10 février 1947 confirment les pertes territoriales. Les évacués de la Guerre d'Hiver étaient rentrés chez eux à la suite de l'offensive finlandaise de 1941. Ils durent repartir en 1944, après la contre-attaque soviétique, et les territoires furent repeuplés par des populations venant de toute l'Union soviétique.
L'isthme de Carélie devient une partie du raïon de Vyborg et du raïon de Priozersk dépendant de l'oblast de Léningrad. Seule la Carélie du lac Ladoga et la Carélie frontalière sont incorporées à la République socialiste soviétique carélo-finnoise. Alors que les toponymes de la Carélie du lac Ladoga sont pour la plupart conservés, la grande majorité des toponymes de l'isthme de Carélie sont renommés par le gouvernement soviétique en 1948-1949.
En 1945, les parties de la province restées en Finlande furent renommés province de Kymi avec comme chef-lieu Kouvola.
En 1997, la province de Kymi fusionna avec les provinces d'Uusimaa et le sud de la province du Häme pour former la nouvelle province de Finlande méridionale.

## Division administratives

### Villes

#### Villes restée en Finlande
- Hamina - Fredrikshamn
- Kotka
- Lappeenranta - Villmanstrand
- Kouvola
- Lauritsala (fusionné avec Lappeenranta en 1967)
- Virolahti - Vederlax

#### Villes cédées à la Russie
- Käkisalmi - Kexholm
- Sortavala - Sordavala
- Viipuri - Vyborg
- Koivisto - Björkö
- Lahdenpohja
- Vehkalahti - Veckelax (incorporée à Hamina en 2003)
- Ylämaa

### Municipalités rurales

#### Municipalités restées en Finlande
- Haapasaari - Aspö
- Joutseno
- Kymi - Kymmene (incorporé à Kotka en 1977)
- Lappee (incorporé à Lappeenranta en 1967) - Lappvesi
- Lemi - Klemis
- Luumäki
- Miehikkälä
- Nuijamaa (incorporée à Lappeenranta en 1989)
- Parikkala
- Pyhtää - Pyttis
- Rautjärvi[6]
- Ruokolahti - Ruokolax
- Saari (fusionnée avec Parikkala en 2005)
- Savitaipale
- Suomenniemi
- Sippola (fusionnée avec Anjala en 1975)
- Taipalsaari
- Uukuniemi (incorporée à Parikkala en 2005)
- Valkeala

#### Municipalités cédées à la Russie
- Antrea - St Andree
- Harlu
- Heinjoki
- Hiitola
- Impilahti - Impilax
- Jaakkima
- Johannes - S:t Johannes
- Jääski - Jäskis (partiellement cédée, le reste fut incorporé à Imatra, Joutseno et Ruokolahti en 1948)
- Kanneljärvi
- Kaukola
- Kirvu - Kirvus
- Kivennapa - Kivinebb
- Koiviston maalaiskunta - Björkö landkommun (commune rurale de Koivisto)
- Korpiselkä (partiellement cédée, le reste fut incorporé à Tuupovaara en 1946)
- Kuolemajärvi
- Kurkijoki - Kronoborg
- Käkisalmen maalaiskunta - Kexholms landkommun (commune rurale de Käkisalmi)
- Lavansaari - Lövskär
- Lumivaara
- Metsäpirtti
- Muolaa - Mohla (Kyyrölä fut incorporé à Muolaa en 1934)
- Pyhäjärvi
- Rautu - Rautus, aujourd'hui Sosnovo
- Ruskeala
- Räisälä
- Sakkola
- Salmi - Salmis
- Seiskari - Seitskär
- Simpele (partiellement cédée, le reste fut incorporé à Rautjärvi en 1973)
- Soanlahti
- Sortavalan maalaiskunta - Sordavala landkommun (commune rurale de Sortavala)
- Suistamo
- Suojärvi
- Suursaari - Hogland
- Säkkijärvi (partiellement cédée, le reste fut incorporé à Miehikkälä et à Ylämaa en 1946)
- Terijoki
- Tytärsaari - Tytärskär
- Uusikirkko - Nykyrka, aujourd'hui Poliany
- Vahviala
- Valkjärvi, aujourd'hui Mitchourinskoïe
- Viipurin maalaiskunta - Viborgs landkommun (commune rurale de Viipuri)
- Vuoksela
- Vuoksenranta
- Äyräpää (village principal Pölläkkälä)

### Gouverneurs
Les gouverneurs de la province de Viipuri :
- Carl Johan Stjernvall 1812-1815 ;
- Carl Johan Walleen 1816-1820 ;
- Otto Wilhelm Klinckowström 1820-1825 ;
- Carl August Ramsay 1825-1834 ;
- Carl Gustaf Mannerheim 1834-1839 ;
- Fredric Stewen 1839-1844 ;
- Casimir von Kothen 1844-1853 ;
- Alexander Thesleff 1853-1856 ;
- Bernhard Indrenius 1856-1866 ;
- Christian Theodor Oker-Blom 1866-1882 ;
- Woldemar von Daehn 1882-1885 ;
- Sten Carl Tudeer 1885-1889 ;
- Johan Axel Gripenberg 1889-1899 ;
- Nikolai von Rechenberg 1900-1902 ;
- Nikolai Mjasojedov 1902-1905 ;
- Konstantin Kasanski 1905 ;
- Mikael von Medem 1905-1906 ;
- Nikolai von Rechenberg 1906-1907 ;
- Birger Gustaf Samuel von Troil 1907-1910 ;
- Frans Carl Fredrik Josef von Pfaler 1910-1917 ;
- Valfrid Suhonen 1917-1918 ;
- Antti Verner Hackzell 1918-1920 ;
- Lauri Kristian Relander 1920-1925 ;
- Arvo Manner 1925-1945[7].

En 1918 Jalmari Kirjarinta (1881-1938) fut nommé commissaire de la province par la République socialiste des travailleurs finlandais.

## Personnalités
- Martti Ahtisaari (né en 1937 à Viipuri), 10e président de Finlande, Lauréat du prix Nobel de la paix en 2008.
- Erik Bruun (né en 1926, Viipuri), designer graphique.
- Laila Hietamies (né en 1938 à Viipuri), écrivain.
- Gustav Hägglund (né en 1938 à Viipuri), général finlandais suédophone.
- Max Jakobson (né en 1923 à Viipuri), diplomate finlandais.
- Armas Järnefelt (né en 1869 à Vyborg – 1958, Stockholm), compositeur suédois.
- Gustaf Komppa (1867, Vyborg – 1949), chimiste.
- Julius Krohn (1835, Vyborg - 1888), Fennomane d'origine germanophone.
- Edwin Linkomies (1894, Vyborg – 1963, Helsinki), Premier ministre de Finlande.
- Veijo Meri (né en 1928, Viipuri), écrivain.
- Ernst Mielck (né en  1877, Vyborg – 1899), compositeur suédophone.
- Masa Niemi (1914, Vyborg – 1960, Tampere), comédien.
- Algoth Niska (1888, Vyborg – 1954), aventurier.
- Juho Niukkanen (1888, Kirvu – 1954, Helsinki), ministre finlandais.
- Karl Lennart Oesch (1892, Pyhäjärvi – 1978, Helsinki), général finlandais suédophone.
- Lauri Kristian Relander (1883, Kurkijoki – 1942, Helsinki), deuxième président de Finlande.
- Usko Santavuori (1922, Viipuri – 2003, Espoo), journaliste de radio.
- Lauri Törni (1919, Viipuri – 1965, Viêt Nam), officier militaire finlandais et américain.
- Uno Ullberg (1879, Vyborg –1944, Helsinki), architecte.
- Johannes Virolainen (1914, près de Vyborg - 2000), Premier ministre de Finlande.

Le deuxième président de Finlande Lauri Kristian Relander et Carl Gustaf Mannerheim, grand-père du sixième président, Carl Gustaf Emil Mannerheim, furent gouverneurs du gouvernement de Vyborg.